# ستيفن ماسون
ستيفن ماسون (بالإنجليزية: Stephen Mason)‏ هو موسيقي أمريكي، ولد في 8 يوليو 1975 في جوليت في الولايات المتحدة.

## وصلات خارجية
- ستيفن ماسون على موقع ميوزك برينز (الإنجليزية)
- ستيفن ماسون على موقع ديسكوغز (الإنجليزية)